# Luchthaven Kotoka Internationaal
Luchthaven Kotoka Internationaal (IATA: ACC, ICAO: DGAA) is een luchthaven bij Accra, Ghana. Het is de belangrijkste luchthaven in het gehele land en heeft een capaciteit voor de Airbus A380. De eigenaar van de luchthaven is de Ghana Airport Company Limited (GACL). Het is de belangrijkste hub voor Ghana International Airlines, dat in 2004 Ghana Airways is gaan heten. Het heeft ook een stukje terrein voor de Ghanese luchtmacht.

## Geschiedenis
In 1967 werd naam Accra International Airport omgedoopt in Kotoka International Airport, ter herinnering aan luitenant-generaal Emmanuel Kotoka (1926-1967), die vlak bij de luchthaven tijdens een couppoging was omgekomen.
De nieuwe aankomst- en vertrekhallen werden in 2004 geopend. Door een gebrek aan vliegtuigslurven worden shuttle bussen ingezet om reizigers vanaf de terminal naar hun vliegtuig te brengen.
In 2006 kwamen er 1.083.431 passagiers op de luchthaven en in 2014 was dit gestegen naar 2.547.000 passagiers.
In februari 2008 was er een beveiligingsleger geplaatst voor de luchtbescherming van president Bush tijdens zijn rondreis door Afrika.
De KLM onderhoudt een lijndienst vanaf Kotoka naar Schiphol en Brussels Airlines onderhoudt lijndiensten naar Brussels Airport, Lomé-Tokoin Airport en Port Bouet Airport.